# Чемпіонат СРСР з хокею із шайбою 1973—1974
28-й чемпіонат СРСР з хокею із шайбою проходив з 10 вересня 1973 року по 15 березня 1974 року. У змаганні брали участь дев′ять команд. Переможцем став клуб «Крила Рад» Москва. Найкращий бомбардир — В'ячеслав Анісін (48 очок).

## Вища ліга
| М | Команда              | І  | В  | Н | П  | Ш       | О  |
| - | -------------------- | -- | -- | - | -- | ------- | -- |
|   | «Крила Рад» Москва   | 32 | 24 | 3 | 5  | 162-87  | 51 |
|   | ЦСКА                 | 32 | 18 | 4 | 10 | 153-121 | 40 |
|   | «Динамо» Москва      | 32 | 16 | 4 | 12 | 141-114 | 36 |
| 4 | «Спартак» Москва     | 32 | 15 | 3 | 14 | 146-145 | 33 |
| 5 | «Торпедо» Горький    | 32 | 11 | 6 | 15 | 111-127 | 28 |
| 6 | «Динамо» Рига        | 32 | 13 | 2 | 17 | 120-130 | 28 |
| 7 | «Хімік» Воскресенськ | 32 | 11 | 5 | 16 | 107-125 | 26 |
| 8 | «Трактор» Челябінськ | 32 | 11 | 4 | 17 | 115-151 | 25 |
| 9 | СКА Ленінград        | 32 | 7  | 5 | 20 | 100-155 | 19 |

### Склад чемпіонів
«Крилах Рад»: воротар — Олександр Сидельников; захисники — Сергій Глухов, Валерій Кузьмін, Віктор Кузнецов, Ігор Лапін, Юрій Терьохін, Юрій Тюрін, Юрій Шаталов; нападники — В'ячеслав Анісін, Олександр Бодунов, Ігор Дмитрієв, Сергій Капустін, Констянтин Климов, Сергій Котов, Євген Кухарж, Юрій Лебедєв, Володимир Расько, Володимир Репнєв. Тренер — Борис Кулагін.

## Найкращі бомбардири
1. В'ячеслав Анісін («Крила Рад» Москва) — 48 очок (22+26).
2. Олександр Мальцев («Динамо» Москва) — 47 (25+22).
3. Олександр Якушев («Спартак» Москва) — 37 (26+11).
4. Олександр Бодунов («Крила Рад» Москва) — 36 (20+16).
5. Костянтин Клімов («Крила Рад» Москва) — 36 (20+16).

## Команда усіх зірок
- Воротар: Владислав Третьяк (ЦСКА)
- Захисники: Валерій Васильєв («Динамо») — Володимир Лутченко (ЦСКА)
- Нападники: Борис Михайлов (ЦСКА) — Олександр Мальцев («Динамо») — Валерій Харламов (ЦСКА)

## Призи та нагороди
| Нагорода                 | Переможець                                                               |
| ------------------------ | ------------------------------------------------------------------------ |
| Найкращий хокеїст сезону | Владислав Третьяк (ЦСКА)                                                 |
| Приз справедливої гри    | «Крила Рад» Москва                                                       |
| Три бомбардири           | Юрій Лебедєв — В'ячеслав Анісін — Олександр Бодунов («Крила Рад» Москва) |

## Перехідні матчі
- «Автомобіліст» Свердловськ — СКА Ленінград 4:7, 2:9

## Перша ліга
| М  | Команда                     | І  | В  | Н | П  | Ш       | О  |
| -- | --------------------------- | -- | -- | - | -- | ------- | -- |
| 1  | «Кристал» Саратов           | 48 | 35 | 3 | 19 | 229-124 | 73 |
| 2  | «Автомобіліст» Свердловськ  | 48 | 31 | 4 | 13 | 240-177 | 66 |
| 3  | «Сибір» Новосибірськ        | 48 | 31 | 2 | 15 | 258-154 | 64 |
| 4  | «Салават Юлаєв» Уфа         | 48 | 29 | 6 | 13 | 202-140 | 64 |
| 5  | «Молот» Перм                | 48 | 26 | 5 | 17 | 193-164 | 57 |
| 6  | СКА МВО Калінін             | 48 | 23 | 4 | 21 | 178-161 | 50 |
| 7  | «Локомотив» Москва          | 48 | 22 | 3 | 23 | 138-120 | 47 |
| 8  | Єнбек Алма-Ата              | 48 | 21 | 4 | 23 | 157-170 | 46 |
| 9  | «Сокіл» Київ                | 48 | 20 | 5 | 23 | 168-173 | 45 |
| 10 | «Хімік» Омськ               | 48 | 19 | 4 | 25 | 161-191 | 42 |
| 11 | «Торпедо» Усть-Каменогорськ | 48 | 16 | 2 | 30 | 164-209 | 34 |
| 12 | «Металург» Новокузнецьк     | 48 | 12 | 0 | 36 | 137-261 | 24 |
| 13 | СКА Куйбишев                | 48 | 4  | 4 | 40 | 138-319 | 12 |

Найкращий снайпер: Володимир Биков («Салават Юлаєв») — 45 шайб.